# Bricket Wood

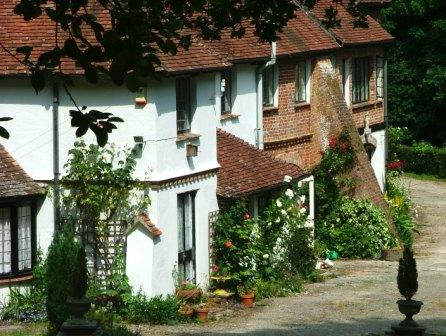
La casa della Vecchia Dorothy (Chewton Mill House ad Highcliffe), dove Gardner afferma di avere ricevuto l'iniziazione nella New Forest Coven.

La Bricket Wood Coven o Hertfordshire Coven è una coven Wiccan che venne fondata da Gerald Gardner verso la fine degli anni '40. La sua particolarità sta nel fatto che fu la prima Coven wiccan di stampo prettamente gardneriano, sebbene teoricamente fosse legata alla precedente New Forest Coven in cui fu iniziato lo stesso Gardner. Il nome deriva dal luogo in cui si riunivano, la zona di Bricket Wood, nell'Hertfordshire, nel meridione dell'Inghilterra, poco più a nord di Londra. Essa si riunì costantemente a Bricket Wood dopo che Gardner riuscì ad ottenere il completo controllo del Fiveacres Country Club, un club Naturista del quale egli già possedeva delle quote, e nei pressi del quale egli inoltre già possedeva dei terreni, sui quali già in precedenza aveva fatto ricostruire il celebre Cottage delle streghe, che egli aveva acquisito dal museo del folklore dell'abate Ward. Questa coven svolse un ruolo importantissimo nella storia e nello sviluppo successivi della religione e spiritualità Wiccan.
Nella Coven confluirono le maggiori personalità delle origini della religione Wicca, tra cui ricordiamo Dafo, Doreen Valiente, Jack Bracelin, Fred Lamond, Dayonis (Thelma Capel), Eleanor Bone e Lois Bourne. La Coven è tuttora attiva, tuttavia è votata al silenzio ed alla segretezza, tanto che la storia conosciuta si ferma al 1970. Il cottage delle streghe risulta essere tuttora esistente anche se non più in uso, esso nel corso dei tempi ha subito delle modifiche e necessita di restauri.

## Storia

### Fine anni '40 inizi degli anni '50

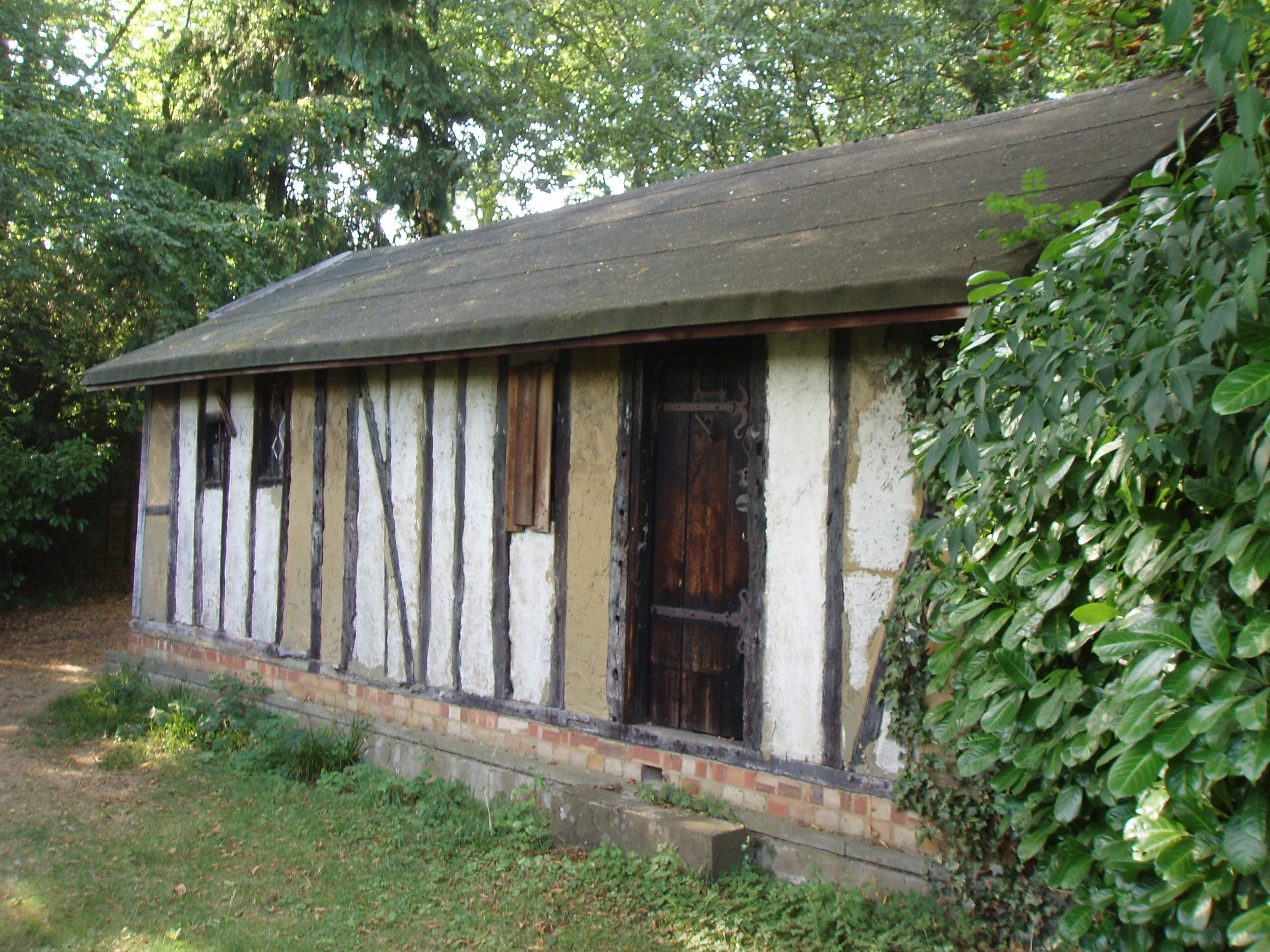
Il celebre capanno delle streghe di Bricket Wood come si presentava nel 2006

Gardner fondò la Coven intorno al 1946, dopo il suo trasferimento con la moglie Donna dalla zona della New Forest nell'Hertfordshire. Egli dichiarò di esser stato iniziato in precedenza dalla celebre New Forest Coven - un gruppo di streghe sopravvissute al Tempo dei Roghi - che gli insegnò tutte le pratiche e i segreti della Antica Religione. Temendo che quest'ultima coven, estinguendosi, significasse anche la fine della "Vecchia Religione", decise di fondarne una nuova, così che iniziando nuove e più giovani persone la continuità e sopravvivenza dei segreti sarebbe sopravvissuta.
Gardner svolse il ruolo di Grande Sacerdote, mentre Dafo svolse quello di Grande Sacerdotessa; quest'ultima era stata, come Gardner, un membro della New Forest Coven e con grande entusiasmo aderì al nuovo progetto della Bricket Wood Coven, tuttavia nel 1952 - infastidita dall'ossessiva ricerca pubblicitaria del "padre della Wicca" - decise di staccarvisi.

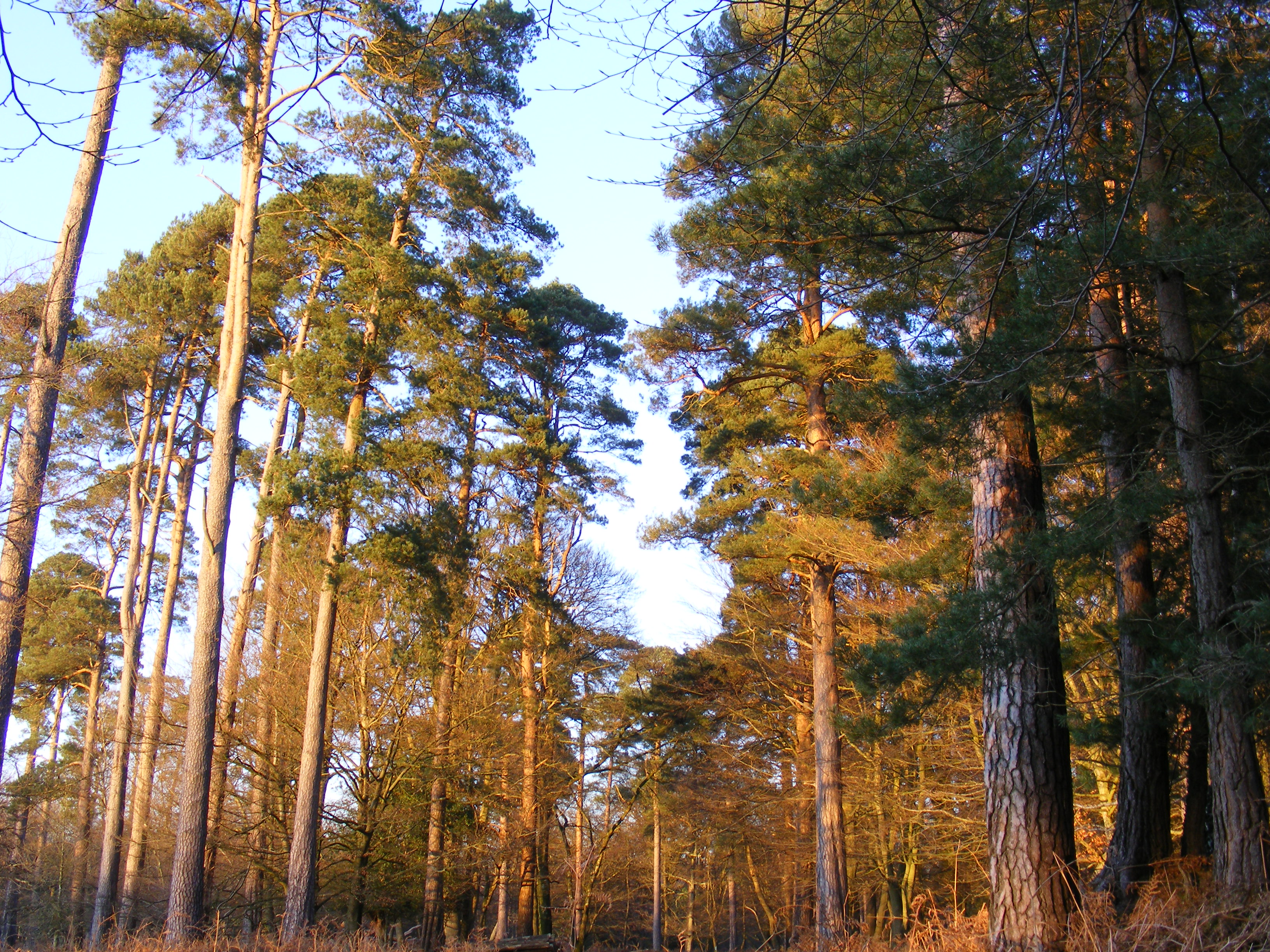
Bosco nella New Forest.

I maggiori sostenitori della Nuova/Prima Coven furono rintracciati nel vicino Club Naturista Fiveacres, dove confluivano svariate personalità, alcune già introdotte nel mondo neopagano.  Donna, la moglie di Gardner, non si pronunciò mai sulla questione, dimostrando a più riprese un costante disinteresse per la Stregoneria. Le riunioni si tenevano principalmente nei terreni boschivi di proprietà del Fiveacres che Gardner acquistò nel 1945. Sembra inoltre che lo stesso non abbia mai dimostrato un vero interesse per le cause del Fiveacres, tant'è che una volta formata la Coven, nominò un amministratore sostitutivo per la società naturista.
Le celebrazioni invece si svolgevano nel cosiddetto Cottage delle Streghe, un edificio acquistato da Gardner sempre nei pressi della zona dove si riuniva il Fiveacres. Il piccolo cottage, interamente in legno (con la copertura inizialmente di paglia) era stato composto recuperando materiali lignei e pezzi antichi risalenti anche ad alcuni secoli addietro, inoltre era decorato internamente con svariati simboli e sigilli, oltre che di mobilio e vettovaglie d'epoca, in modo che i visitatori del museo del folklore dove era stato inizialmente posto, potessero avere una idea di come doveva essere la casa di una strega di età elisabettiana. Il precedente proprietario infatti fu l'abate massone JSM Ward, che si era impegnato in un progetto di restauro di vari edifici antichi e storici da lui ricostruiti e raggruppati in una sorta di museo a cielo aperto del folklore, nei pressi della sua abbazia. Quando Ward si ritrovò in ristrettezze economiche e con la necessità di vendere tutte le sue proprietà ed emigrare, Gardner gli propose di scambiare il cottage stesso con i suoi terreni a Cipro, cottage che quindi fece smontare e poi rimontare sui suoi altri terreni nei pressi del Fiveacres Club In questo capanno la Coven si riunì dunque per parecchio tempo, per svolgere i suoi riti e cerimonie.

### Anni '50
Doreen Valiente, 1953-1957
A Litha del 1953 Doreen Valiente fu iniziata da Gardner, nella casa di Dafo dove per l'occasione si era riunita tutta la Coven, ed in poco tempo divenne una nuova Grande Sacerdotessa. Nel 1956 la stessa iniziò Jack Bracelin. Jack divenne il preferito di Gardner, tanto che lo nominò amministratore del Club Naturista Fiveacres, in sostituzione al precedente che l'aveva mandato in rovina, probabilmente con l'intento di farselo vendere a basso prezzo. L'ex amministratore sentendosi offeso dal licenziamento convinse il presidente del Central Council of British Naturism - Ernest Stanley - che il club non era altro che una copertura per la Stregoneria. La Coven perciò si riunì con l'intento di aiutare Gardner e Jack a risolvere la situazione e così avvenne.
A metà degli anni '50 Gardner si impegnò in una intensa campagna informativa e pubblicitaria per ristabilire il nome dell'Arte scrollandogli di dosso i luoghi comuni createsi nei secoli, soprattutto quelli legati al Satanismo, ma molti membri della Coven mostrarono di non apprezzare affatto l'esposizione al pubblico. Nel 1957 la Valiente, assistita da altri membri anziani della Coven, richiese una regolamentazione che impedisse questi spiacevoli inconvenienti. Gardner rispose con una lunga lettera contenente le Leggi della Wicca, offendendo gravemente la Valiente che insieme ad altri membri decise di andarsene e di fondare una nuova Coven (dalla quale sarebbe poi sorta la celebre coven poi definita Regency).
Inizialmente la scissione fu parziale, tanto che la nuova Coven chiese a Gardner di poter continuare ad utilizzare il Cottage delle Streghe per i propri riti, ma il vecchio Gerald rispose che un'antica tradizione risalente al Tempo dei Roghi proibiva che una Coven di Streghe fosse a meno di 25 miglia da un'altra.
Gardner perciò rimase coi membri più giovani della Coven - Dayonis, Jack Bracelin, Fred Lamond, più un anestesista e un nuovo iniziato.
Dayonis, 1958-1959
Mancando la Valiente, nel 1958 Dayonis (Thelma Capel) divenne la nuova Grande Sacerdotessa in carica. In assenza di Gardner, il suo partner nel guidare la coven fu Jack Bracelin. Con Dayonis in carica, Gardner richiese che venissero iniziati tutti coloro che lo desiderassero, contraddicendo la sua precedente convinzione che i candidati prima dell'iniziazione dovessero aspettare un anno e un giorno di prova. Fred Lamond fu uno dei primi a godere della nuova disposizione, iniziato a solo quattro mesi dalla prima riunione con la Coven. Gardner insistette anche sull'iniziazione di Eleanor Bone nonostante i membri della Coven la considerassero inadatta per la sua troppa esuberanza. Entro un mese la Bone ricevette il secondo e terzo grado divenendo in breve la Grande Sacerdotessa di una Coven figlia, indipendente dalla Bricket Wood Coven.
Nella primavera del 1958, mentre Gardner si trovava nell'isola di Man, lontano dalla Coven, i membri in consiglio decisero di abbandonare la flagellazione come strumento per innalzare l'energia ed innescare la trance, sostituendola con la danza nel cerchio che sembrava più efficiente. Sempre nello stesso periodo la Coven decise di introdurre nelle celebrazioni anche i Solstizi e gli Equinozi considerati Cross-quarter day. Gardner acconsentì, inviando un'autorizzazione scritta, e così le modifiche vennero ben presto adottate da moltissime altre coven e streghe tra cui la stessa Valiente. Così ebbe inizio la celebrazione della Ruota dell'Anno come è oggi conosciuta.
Nell'ottobre del 1959, Dayonis si trasferì in Canada e a sostituirla come Grande Sacerdotessa giunse Lois Bourne.

### Anni '60
Dopo la morte di Gardner (1964), Jack Bracelin - che rimase fedele al suo maestro fino alla fine - divenne il principale Grande Sacerdote ereditando inoltre il Club Fiveacres. Ma a causa di un diverbio sulla semplificazione dei riti, che gli venne negato dai membri, verso il '66 lasciò la Coven e l'Arte a favore di Fred Lamond.
La Coven continuò a svolgere le sue pratiche cultuali nel Cottage delle Streghe, pagando tuttavia l'affitto a Bracelin. In questo periodo si aprì inoltre un'altra disputa incentrata sul fatto che parecchi iniziati vennero creati senza prima aver aderito al Club Fiveacres, dinamica che creò svariati dissensi.

### Anni '70
Nel 1972 la Coven smise di utilizzare il Cottage delle Streghe come luogo di riunione, spostandosi a Nord di Londra. Nel 1975 Bracelin richiese ai membri del Fiveacres di contribuire alle spese elettriche ed affittuarie, ma ricevette un secco dissenso e non potendo continuare nella direzione del club, decise di venderlo ad un altro membro.

### Anni più recenti
La gran sacerdotessa Jean Williams ed il marito Zac guidarono la coven per quasi quaranta anni, fino alla loro recente scomparsa .